# ليانيد كوفيل
ليانيد ليانيدوفيتش كوفيل (بالروسية: Ковель, Леонид Леонидович)‏ (مواليد 29 يوليو 1986 في مينسك) لاعب كرة قدم بيلاروسي دولي يجيد اللعب في خط الهجوم . يلعب حاليا لصالح نادي ساتورن موسكو أوبلاست الروسي منذ 2008 .

## روابط خارجية
- ليانيد كوفيل على موقع الاتحاد الأوربي (الإنجليزية)
- ليانيد كوفيل على موقع اتحاد أوكرانيا (الإنجليزية)
- ليانيد كوفيل على موقع قاعدة بيانات كرة القدم.إي يو (الإنجليزية)
- ليانيد كوفيل على موقع ناشيونال فوتبول تيمز (الإنجليزية)
- ليانيد كوفيل على موقع Soccerway.com (الإنجليزية)
- ليانيد كوفيل على موقع عالم كرة القدم.نت (الإنجليزية)